# Abdul Ghafar Baba

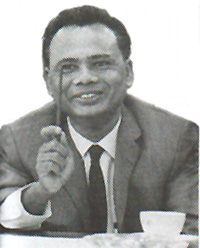
Abdul Ghafar Baba

Tun Abdul Ghafar (bin) Baba, SSM, SUMW, PPM (Jawi: عبدالغفار باب) (* 18. Februar 1925 in Kuala Pilah, Negeri Sembilan, Föderierte Malaiische Staaten, heute: Malaysia; † 23. April 2006 in Kuala Lumpur) war ein malaysischer Politiker der United Malays National Organisation (UMNO), der unter anderem zwischen 1959 und 1967 Chief Minister von Malakka sowie von 1986 bis 1993 stellvertretender Premierminister von Malaysia war. Nach seinem Rückzug aus der Spitzenpolitik wurde ihm 1995 der Orden Seri Setia Mahkota (SSM) verliehen, die mit dem vom Staat verliehenen Titel Tun verbunden war.

## Leben
Abdul Ghafar (bin) Baba engagierte sich politisch im Alter von 15 Jahren, als er der Jungen Malayischen Union KMM (Kesatuan Melayu Muda) unter Ibrahim Yaacob und der am 17. Oktober 1945 daraus hervorgegangenen Malayischen Nationalpartei PKMM (Partai Kebangsaan Melayu Malaya) unter Mokhtaruddin Lasso beitrat, bevor diese 1948 von der britischen Kolonialmacht verboten wurde. Er war als Lehrer tätig und wurde 1951 Mitglied der Vereinigten Malaysischen Nationalorganisation UMNO (United Malays National Organization). Er war Mitglied der Legislativversammlung des Bundesstaates Malakka (Malacca State Legislative Assembly) und wurde am 1. Juni 1959 als Nachfolger von Datuk Kurnia Jasa Othman bin Talib Chief Minister von Malakka (Ketua Menteri) und war damit bis zu seiner Ablösung durch Datuk Talib bin Karim am 6. Oktober 1967 zweiter Ministerpräsident dieses Bundesstaates.
Im Anschluss bekleidete Abdul Ghafar Baba, der zwischen 1962 und 1987 Vizepräsident der UMNO war, zahlreiche Ministerämter in den Bundesregierungen Malaysias. Er war zunächst von 1967 bis 1969 Minister ohne Geschäftsbereich im dritten Kabinett von Premierminister Tunku Abdul Rahman Putra Alhaj. 1999 wurde er Mitglied des Dewan Rakyat, des Unterhauses des Parlaments von Malaysia (Parlimen Malaysia), und gehörte diesem 30 Jahre lang bis 1999 an. Im ersten Kabinett von Premierminister Tun Abdul Razak bin Hussein bekleidete er zunächst vom 23. September 1970 bis zum 11. Mai 1972 das Amt als Minister für nationale und ländliche Entwicklung (Minister of National and Rural Development) und danach zwischen dem 11. Mai 1972 und dem 25. August 1974 als Minister für ländliche Wirtschaftsentwicklung (Minister of Rural Economy Development). Im darauf folgenden zweiten Kabinett von Premierminister Razak fungierte er vom 5. September 1974 bis zum 14. Januar 1976 als Minister für Landwirtschaft und ländliche Entwicklung (Minister of Agriculture and Rural Development). Darüber hinaus wurde er im September 1974 Generalsekretär der Nationalen Front BN (Barisan Nasional), eine 1973 von Premierminister Razak gegründete politische Koalition verschiedener Parteien Malaysias, die als Nachfolgeorganisation der Allianz-Partei (Parti Perikatan) entstand. Die Funktion als Generalsekretär der Barisan Nasional behielt er bis zu seinem Rücktritt im Oktober 1993.
Als Nachfolger von Musa Hitam wurde Abdul Ghafar Baba im zweiten Kabinett von Premierminister Dato’ Seri Mahathir bin Mohamad am 10. Mai 1986 stellvertretender Premierminister und behielt dieses Amt des Vize-Regierungschefs auch im dritten Kabinett Mahatir (11. August 1986 bis 26. Oktober 1990) sowie im vierten Kabinett Mahatir vom 27. Oktober 1990 bis zu seiner Ablösung durch Anwar Ibrahim am 15. Oktober 1993. Außerdem fungierte er von 1987 bis 1993 als stellvertretender Präsident der UMNO. Zugleich war er zwischen dem 11. August 1986 und dem 26. Oktober 1990 erneut Minister für nationale und ländliche Entwicklung beziehungsweise vom 26. Oktober 1990 bis zum 15. Oktober 1993 Minister für ländliche Entwicklung (Minister of Rural Development) sowie zugleich zwischen dem 11. August und dem 27. Oktober 1986 Minister für Wohnungsbau und Kommunalverwaltung (Minister of Housing and Local Government). Während seiner Amtszeit als Chief Minister und Minister lehnte er Angebote für staatliche Auszeichnungen ab, da er lieber keine Titel vor seinem Namen tragen wollte. Erst nach seinem Rückzug aus der Spitzenpolitik wurde ihm 1995 der Orden Seri Setia Mahkota (SSM) verliehen, die mit dem vom Staat verliehenen Titel Tun verbunden war.
Abdul Ghafar war mit Asmah Alang und Dayang Heryati Abdul Rahim verheiratet und unter anderem Vater des UMNO-Politikers Tamrin Abdul Ghafar (* 1947), der von 1986 bis 1995 Abgeordneter des Parlaments von Malaysia war. Zu seinen Schwiegersöhnen gehören Admiral Abdul Aziz Jaafar (* 1956), zwischen 2008 und 2016 Chef der Malaysischen Marine, und der UMNO-Politiker Ahmad Hamzah (* 1948), der zwischen 2008 und 2022 Abgeordneter des Parlaments von Malaysia sowie zeitweise Stellvertretender Minister für Landwirtschaft und Lebensmittelindustrie war. Einer seiner Enkelkinder ist der UMNO-Politiker Zahid Arip (* 1966), der von 2020 bis 2023 Mitglied des Dewan Negara, des Oberhauses des Parlaments, war.

## Veröffentlichungen
- Pendamai antara cabaran dan pergolakan, („Friedensstifter zwischen Herausforderungen und Turbulenzen“), Pelanduk Publications, Petaling Jaya 1988
- Malaysia calls for tougher measures against apartheid, („Malaysia fordert härtere Maßnahmen gegen die Apartheid“), Kementerian Penerangan, Kuala Lumpur 1990
- Penitianku – sebuah catatan peribadi Allahyarham Tun Abdul Ghafar Baba, („Mein Penitianku – eine persönliche Notiz des Tun Abdul Ghafar Baba“), Kuala Lumpur 2003, ISBN 983-4-22080-4